# Farkas István (plébános)
Farkas István (Arad, 1837. december 11. – Eger, 1904. április 11.) katolikus plébános.

## Életútja
A nagyváradi egyházmegyében a papnövendékek közé lépett és 1860. december 27-én miséspappá szenteltetett föl. 1863-ig káplánkodott, midőn Sz.-Csehibe rendelték a plébánia gondnokának; 1873-ban Érmindszenten és Surban plébános lett, 1876-ban alesperes, 1878-ban Éradonyban (Bihar m.) lett plébános és később Krasznában, Szilágy megyében lelkész.
Egyházi beszédei a Jó Pásztorban és a Pátkai-féle gyűjteményes kiadásban jelentek meg.